# Commandant en chef des Forces armées (Australie)
Cet article concerne le poste de l'ADF. Pour l'occupant actuel, voir Angus Houston.
Pour les articles homonymes, voir Commandant en chef des Forces armées.
Le Chief of the Defence Force (CDF; Commandant en chef des Forces armées) est le rang le plus gradé de l'armée australienne (Australian Defence Force). Le CDF commande l'ADF sous la direction du ministre de la Défense, à égalité avec le secrétaire à la défense, le plus important fonctionnaire du ministère de la Défense,. Le rôle est actuellement occupé par le général Angus Campbell.
Le poste est pourvu par périodes de trois ans, et en principe, il tourne entre les trois armes (la marine, l'armée de terre et l'armée de l'air). Cependant, en pratique cela n'a pas été le cas : des dix-huit nommés, dix sont venus de l'armée de terre, cinq de la marine et trois de l'armée de l'air.
En temps de paix, le CDF est le seul officier 4 étoiles de l'ADF (amiral, général, ou maréchal de l'air en chef). Il est assisté par le vice-chef des forces de défense (en) et les chefs d'état-major des trois armées : le chef de la marine, le chef de l'armée de terre (en), et le chef de l'armée de l'air. Tous sont des officiers 3 étoiles (en) : vice-amiral, lieutenant général, ou maréchal de l'air.
Le CDF est nommé par le gouverneur général sur proposition du gouvernement. Le poste est neutre politiquement, comme tous les autres postes militaires et n'est pas affecté par un changement de gouvernement.

## Histoire
Avant 1958, il n'y avait pas de CDF ou équivalent : Un Chiefs of Staff Committee (COSC, chefs du comité d'équipe) existait mais n'avait pas de poste séparé pour son officier le plus haut gradé. En mars 1958, le lieutenant général Sir Henry Wells fut nommé Chairman, Chiefs of Staff Committee (directeur des chefs du comité d'équipe), un rôle indépendant de et théoriquement plus haut gradé que les chefs de l'armée de terre, de la marine et de l'armée de l'air. Cependant, Wells et ses successeurs ne commandaient pas les forces armées australiennes au sens légal, ils n'avaient qu'un rôle de conseiller dans la marche des différentes armées. En février 1976, le COSC fut dissous et le nouveau poste de Chief of Défense Force Staff (CDFS, chef d'équipe des forces de défense) fut créé et eut autorité sur l'ADF. En octobre 1984, le poste fut renommé Chief of the Défense Force pour mieux refléter son rôle et son autorité.

## Nominations

### Chairman, Chiefs of Staff Committee
- Lieutenant général Henry Wells (mars 1958 - mars 1959)
- Vice admiral Roy Dowling (en) (mars 1959 - mai 1961)
- Maréchal de l'air en chef Frederick Scherger (mai 1961 - mai 1966)
- Général John Wilton (mai 1966 - novembre 1970)
- Amiral SVictor Smith (en) (novembre 1970 - novembre 1975)
- Général Francis Hassett (en) (novembre 1975 - février 1976)

### Chief of Defence Force Staff
- Général Francis Hassett (en) (février 1976 - avril 1977)
- Général Arthur MacDonald (avril 1977 - avril 1979)
- Amiral Anthony Synnot (en) (avril 1979 - avril 1982)
- Maréchal de l'air en chef Neville McNamara (en) (avril 1982 - avril 1984)
- Général Phillip Bennett (en) (avril 1984 - octobre 1984)

### Chief of the Defence Force
- Général Phillip Bennett (en) (octobre- avril 1987)
- Général Peter Gration (en) (avril 1987 - avril 1993)
- Amiral Alan Beaumont (en) (avril 1993 - juillet 1995)
- Général John Baker (en) (juillet 1995 - juillet 1998)
- Amiral Chris Barrie (en) (juillet 1998 - juillet 2002)
- Général Peter Cosgrove (juillet 2002 - juillet 2005)
- Air Chief Marshal Angus Houston (juillet 2005 - juillet 2011)[5]
- Général David Hurley (juillet 2011 - juin 2014)
- Air Chief Marshal Mark Binskin (juin 2014 - juillet 2018)
- Général Angus Campbell (depuis juillet 2018)

## Sources
- (en) Cet article est partiellement ou en totalité issu de l’article de Wikipédia en anglais intitulé « Chief of the Defence Force (Australia) » (voir la liste des auteurs).
- (en) Australian Government, « Department of Defence », Commonwealth of Australia
- (en) David Horner, « The Evolution of Australian Higher Command Arrangements », Command Papers, Centre for Defence Leadership Studies, Australian Defence College,‎ 2002 (lire en ligne)